# The Devil's Partner
Pour plus de détails, voir Fiche technique et Distribution.
The Devil's Partner est un film muet de genre western sorti en 1926. Il est réalisé par Fred Becker.

## Fiche technique
- Titre original : The Devil's Partner
- Réalisation et scénario :  Fred Becker
- Genre : Western
- Pays : États-Unis
- Couleur : Noir et blanc
- Format : 1,33:1 - 35 mm
- Son : Muet
- Société de production : Mutual Players
- Date de sortie : 6 mars 1926

## Distribution
- Edward Hearn : Glen Wilson
- Nancy Deaver : Jane Martin
- Florence Lee : Femme du Sherif
- Philo McCullough : Ramon Jennings
- Carl Stockdale : James Martin
- Harvey Clark : Gaufre Henry
- Billie Latimer :  Mme Henry Waffle
- Fred Becker : Pedro
- Will Walling : Shérif McHenry
- Hayden Stevenson : Amos Wilson